# Ruby Hoffman
Ruby Hoffman (28 de julho de 1886 - 22 de setembro de 1973) foi uma atriz de cinema estadunidense da era do cinema mudo que atuou em 28 filmes entre 1914 e 1920.

## Biografia

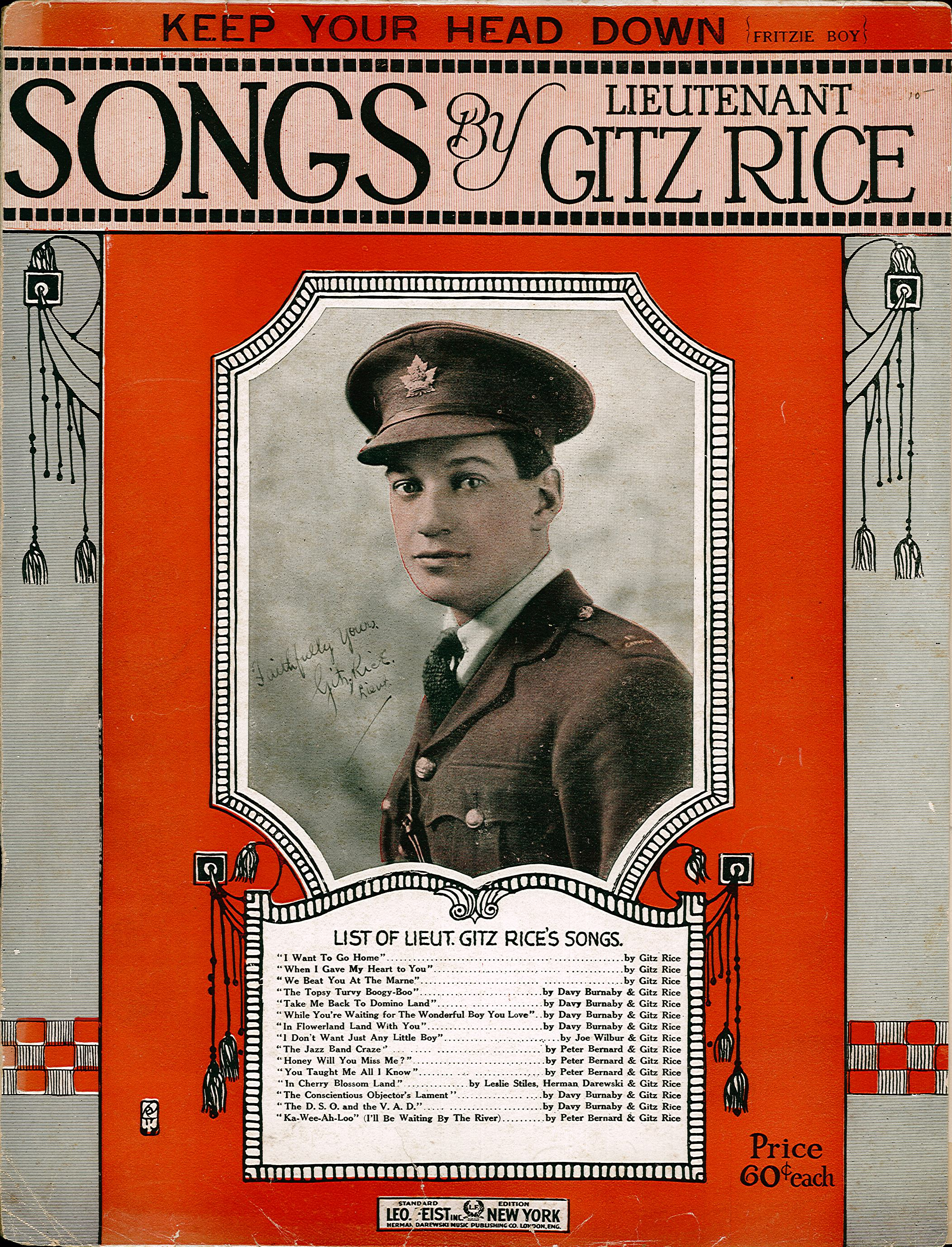
Ruby Hoffman foi casada com o compositor Gitz Rice, soldado da Primeira Guerra Mundial, pianista e compositor musical.

Ruby Hoffman nasceu em Philadelphia, Pennsylvania, a 28 de julho de 1886. Ela iniciou sua carreira no palco, aparecendo em várias produções na Girard Avenue e Walnut Street Stock, mais notavelmente em Gentleman From Mississippi. Seu sucesso no teatro chamou a atenção do produtor novaiorquino Daniel Frohman, que a escalou para sua produção Detective Keene. Com seu sucesso, os produtores teatrais e cinematográficos lhe ofereceram contratos. Ela optou por deixar o palco e em 1913 juntou-se à Pathe Freres Film Company, em Jersey City, Nova Jersey. Seu primeiro filme foi The Taint, em 1914, pela Pathé Frères. Atuou também em alguns seriados pela Astra Film Corporation, tais como The Fatal Ring (1917), The House of Hate (1918) e The Lightning Raider (1919). Seu último filme foi The Tiger's Cub, em 1920, pela Fox Film Corporation, após o que abandonou a carreira artística.

## Vida pessoal e morte
Hoffman casou com o soldado, cantor, pianista e compositor canadense Gitz Ingraham Rice (1891-1947) em 1918, e tiveram dois filhos. Ficou casada com Gitz até 1947, falecimento dele. Após a morte do Sr. Rice, Ruby Hoffman desapareceu do mundo artístico. Após a morte de seu filho, Ruby passou a morar com a filha em Ohio. Ruby faleceu em Oxford, Ohio, a 22 de setembro de 1973, aos 87 anos.

## Filmografia
- The Taint (1914)
- The Dictador (1915)
- The Danger Signal (1915)
- The Perils of Divorce (1916)
- Her American Prince (1916)
- The Dummy (1917)
- The Fatal Ring (1917)
- Uncle Tom's Cabin (1918)
- The House of Hate (1918)
- The Lightning Raider (1919)
- Trailed By Three (1920)
- The Tiger's Cub (1920)